# EuroNight

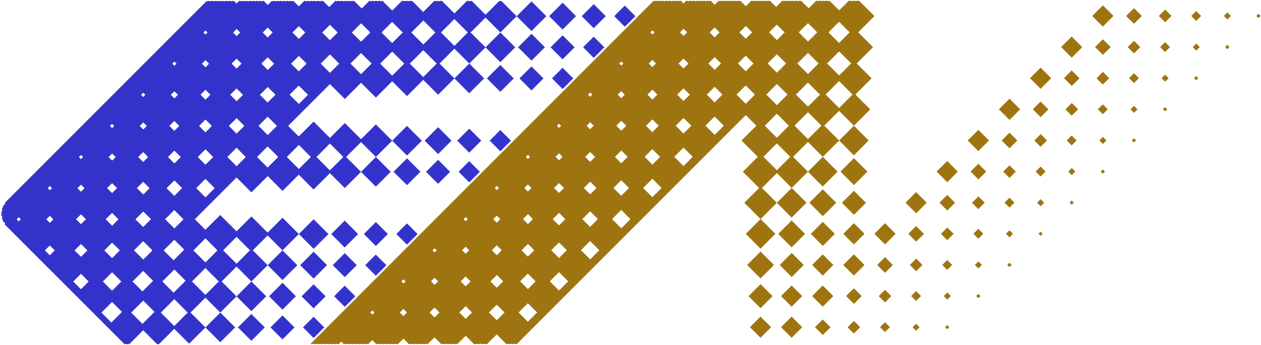
EuroNight-logó

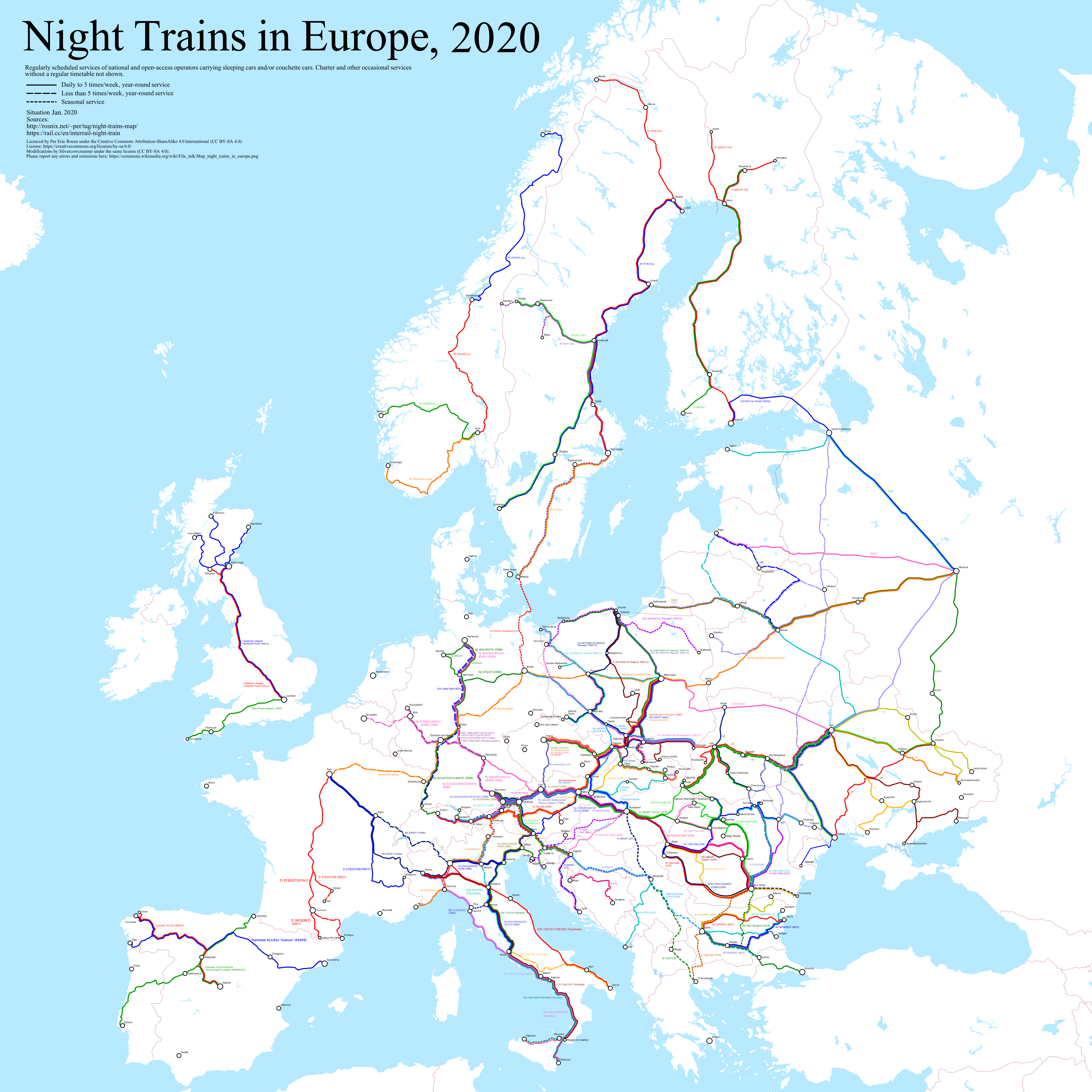
Éjszakai vonatok 2020-ban

Az EuroNight (rövidítve: EN) egy minőségi éjszakai vonatnem, amely Európa nagyvárosait köti össze. Az EuroCity éjszakai változata.

## Története
Az első EuroNight vonat 1975-ben indult útjára Nagy-Britanniában. A kontinensen EN-vonat azonban csak 1993-ban közlekedett először, amely az EuroCity mintájára az éjszakai komfortos utazást tette lehetővé. 1994-ben már Budapestről is indult EuroNight, a Bázelba közlekedő Wiener Walzer, jelenleg ez a vonat Zürichbe közlekedik.

## Kocsiösszeállítás

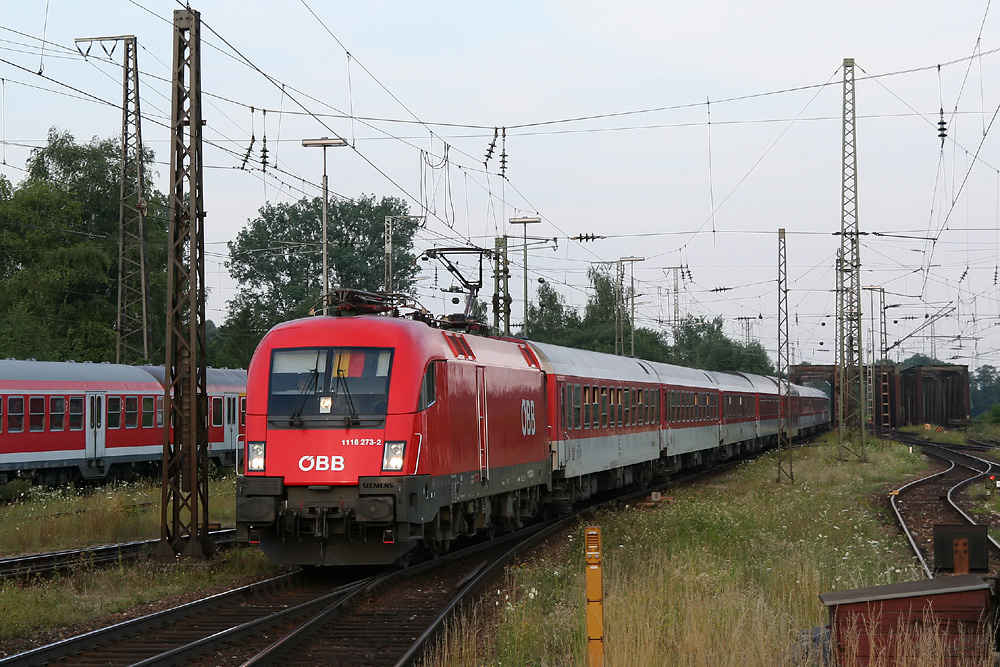
Egy EuroNight vonat Németországban

A vonatok általában hálókocsiból, fekvőhelyes kocsiból, étkezőkocsiból és másodosztályú ülőkocsikból állnak. Egyes vonatokon poggyászkocsik és első osztályú ülőkocsik is közlekednek. A kocsik klímaberendezéssel ellátottak. A háló- és fekvőhelyes kocsikban az ár a reggelit is tartalmazza. A vonatokra általában belföldi és nemzetközi forgalomban egyaránt pótdíjat kell fizetni.

## Viszonylatok

### Magyarország
Magyarországról Németországba, Lengyelországba és Csehországba közlekedik EN vonat.
2011. december 11-én a MÁV és a Trenitalia közötti vita miatt megszűnt az 1994 óta Budapest-Keleti pályaudvar és az olaszországi Velence között közlekedő Venezia EuroNight.

### Belföldről induló vonatok
| Vonat                            | Viszonylat | Viszonylat |
| -------------------------------- | --- | --- |
| EN 462–463 Kálmán Imre EuroNight | Budapest-Keleti pályaudvar – Budapest-Kelenföld – Tatabánya – Győr – Hegyeshalom – Wien Hauptbahnhof – Wien Meidling – Sankt Pölten – Linz Hauptbahnhof – Salzburg Hauptbahnhof (közvetlen kocsikkal München Hauptbahnhof – Stuttgart Hauptbahnhof irányába nightjet vonattal) | |
| EN 476–477 Metropol EuroNight    | Budapest-Nyugati pályaudvar – Párkány – Érsekújvár – Pozsony – Jókút – Břeclav (közvetlen kocsikkal Katowice – Varsó – Krakkó irányába a Graz felől érkező nightjet vonattal, illetve Brno – Pardubice – Prága hl.n. irányába az IC Metropol vonattal)                         | Budapest-Nyugati pályaudvar – Párkány – Érsekújvár – Pozsony – Jókút – Břeclav (közvetlen kocsikkal Katowice – Varsó – Krakkó irányába a Graz felől érkező nightjet vonattal, illetve Brno – Pardubice – Prága hl.n. irányába az IC Metropol vonattal) |